# Saint Motel
Saint Motel — американская инди-поп-группа из Лос-Анджелеса. Группа состоит из четырёх членов: ЭйДжей Джексон (вокал, гитара, пианино), Аарон Шарп (гитара), Дак Лердаморпонг (бас-гитара), Грег Эрвин (барабаны)

## История

### 2007—2011. «ForPlay»
Группа была основана, ещё когда Джексон и Шарп учились вместе в киношколе в Южной Калифорнии. Позже, они встретили Дака в суши-баре, где он работал, и Грега в другой школе неподалёку. После сбора группы, они записали свой первый мини-альбом «ForPlay» в 2009 году. Каждая песня включала к себе видеоклип.

### 2012—2013. «Voyeur»
Первый полный альбом «Voyeur» дебютировал, заняв места не ниже 30-го в чартах многих критиков, а шесть из одиннадцати песен попали в чарт Hype Machine.

### 2014—2015. «My Type»
17 апреля 2014 года, группа выпустила мини-альбом «My Type» с Parlophone. Сама песня «My Type» поднялась в топ-40 многих чартов европейских стран, в том числе и в Италии, где он был сертифицирован, как платиновый. Группа объявила о двух турах по Европе и одном по Северной Америке в поддержку своего мини-альбома. В декабре 2014 года, группа объявила о том, что они присоединяются к Elektra Records. Также, группа была приглашена на шоу Джимми Киммела, как музыкальный гость, и исполнила «My Type» и «Cold Cold Man». В апреле 2015 года, Saint Motel выступала на главной сцене в Коачелле.

### 2016—2018. «saintmotelevision»
11 июля 2016 года, Saint Motel анонсировал свой второй альбом «saintmotelevision», который вышел 21 октября того же года. Группа также объявила об очередном туре по Северной Америке. До выпуска альбома, 12 августа, опубликовала первый сингл «Move» из самого альбома, сопроводив его видео с поворачивающей камерой на 360 градусов. Также, в сентябре, эксклюзивно был выпущен ещё один сингл «You Can Be You» с Billboard. Группа выпустила 10 видеоклипов с элементами виртуальной реальности, то есть на каждый трек из альбома по видеоклипу с компонентами VR. Это делает Saint Motel первой группой в мире, которая выпустила целый альбом, сопровождая каждый трек видеоклипом с элементами виртуальной реальности. Группа не остановилась экспериментировать с новыми технологиями и через год, они начали продавать свои первые альбомы «ForPlay» и «Voyeur» за биткойны.

### 2019 — по настоящее время. The Original Motion Picture Soundtrack
16 октября 2019 года, группа выпустила новый мини-альбом «The Original Motion Picture Soundtrack: Part 1», первую часть из будущего большого альбома, который будет выпущен в 2020 году. 16 марта 2020 года, группа выпустила сингл «A Good Song Never Dies», как часть следующего вышедшего мини-альбома «The Original Motion Picture Soundtrack: Part 2». 25 июня 2021 года, полный альбом «The Original Motion Picture Soundtrack» вышел, который состоит из песен из предыдущих двух EP и четырёх новых треков, в том числе ранее выпущенный «It’s All Happening».

## Выступления
Saint Motel также известны тем, что гастролируют с такими группами, как Imagine Dragons, Nico Vega, Twenty One Pilots и т. д. Группа выступала на музыкальном фестивале в Сан-Ремо в 2015 году и на Коачелле в том же году.

## Дискография
| Название                                 | Подробности                                                                                                   | Высшие места в чартах | Высшие места в чартах |
| Название                                 | Подробности                                                                                                   | US                    | ITA                   |
| ---------------------------------------- | --- | --------------------- | --------------------- |
| Voyeur                                   | Дата выпуска: 10 июля 2012 года Лейбл: OnThe Records Формат: Цифровая загрузка, CD-диски, грампластинки       | —                     | —                     |
| saintmoteltelevision                     | Дата выпуска: 21 октября 2016 года Лейбл: Elektra Records Форматы: Цифровая загрузка, CD-диски, грампластинки | 62                    | 100                   |
| The Original Motion Picture Soundtrack   | Дата выпуска: 25 июня 2021 года Лейбл: Elektra Records Форматы: Цифровая загрузка, CD-диски, грампластинки    | —                     | —                     |
| «—» означает, что альбом не попал в чарт | |                       |                       |

| Название                                       | Подробности                                                                                               | Высшие места в чартах | Высшие места в чартах |
| Название                                       | Подробности                                                                                               | US                    | ITA                   |
| ---------------------------------------------- | --- | --------------------- | --------------------- |
| ForPlay                                        | Дата выпуска: 8 сентября 2009 года Лейбл: OnThe Records Формат: Цифровая загрузка, CD-диски               | —                     | —                     |
| My Type                                        | Дата выпуска: 17 августа 2014 года Лейбл: Elektra Records, Parlophone Формат: Цифровая загрузка, CD-диски | —                     | 52                    |
| The Original Motion Picture Soundtrack: Part 1 | Дата выпуска: 16 октября 2019 года Лейбл: Elektra Records Формат: Цифровая загрузка                       | —                     | —                     |
| The Original Motion Picture Soundtrack: Part 2 | Дата выпуска: 18 сентября 2020 года Лейбл: Elektra Records Формат: Цифровая загрузка                      | —                     | —                     |
| «—» означает, что альбом не попал в чарт       | |                       |                       |

| Год                                     | Название                  | Высшее место в чартах | Высшее место в чартах | Высшее место в чартах | Высшее место в чартах | Высшее место в чартах | Высшее место в чартах | Высшее место в чартах | Высшее место в чартах | Высшее место в чартах | Альбом               |
| Год                                     | Название                  | US AAA                | US Alt.               | US Rock               | CAN Rock              | FRA                   | ITA                   | SCO                   | SWI                   | UK                    | Альбом               |
| --------------------------------------- | ------------------------- | --------------------- | --------------------- | --------------------- | --------------------- | --------------------- | --------------------- | --------------------- | --------------------- | --------------------- | -------------------- |
| 2012                                    | «Puzzle Pieces»           | —                     | —                     | —                     | —                     | —                     | —                     | —                     | —                     | —                     | Voyeur               |
| 2012                                    | «At Lease I Have Nothing» | —                     | —                     | —                     | —                     | —                     | —                     | —                     | —                     | —                     | Voyeur               |
| 2012                                    | «Benny Goodman»           | —                     | —                     | —                     | —                     | —                     | —                     | —                     | —                     | —                     | Voyeur               |
| 2014                                    | «My Type»                 | 5                     | 9                     | 18                    | 7                     | 120                   | 14                    | 20                    | 51                    | 34                    | My Type (EP)         |
| 2014                                    | «Ace in the Hole»         | —                     | —                     | —                     | —                     | —                     | —                     | —                     | —                     | —                     | My Type (EP)         |
| 2015                                    | «Cold Cold Man»           | —                     | 22                    | —*                    | —                     | —                     | 45                    | —                     | —                     | —                     | My Type (EP)         |
| 2016                                    | «Move»                    | 3                     | 14                    | 29                    | 37                    | —                     | —                     | —                     | —                     | —                     | saintmoteltelevision |
| 2016                                    | «Destroyer»               | —                     | —                     | —                     | —                     | —                     | —                     | —                     | —                     | —                     | saintmoteltelevision |
| «—» означает, что сингл не попал в чарт |                           |                       |                       |                       |                       |                       |                       |                       |                       |                       |                      |

*- «Cold Cold Man» не попал в чарт Hot Rock Songs, но смог занять 37 место в чарте Rock Airplay